# Мбея Сіті (футбольний клуб)
Футбольний клуб Мбея Сіті Кансил або просто «Мбея Сіті» (англ. Mbeya City Council Football Club) — професіональний танзанійський футбольний клуб з міста Мбея.

## Історія
Заснований у 2011 році у місті Мбея та належить однойменній міській раді.
У сезоні 2013/14 років завоювали срібні медалі Другого дивізіону чемпіонату Танзанії та отримав путівку до Прем'єр-ліги. 
У своєму дебютному сезоні у вищому дивізіоні чемпіонату Танзанії фінішували на 3-му місці, поступившись 12-а очками чемпіону, «Азаму», цього сезону став першим танзанійським клубом, який у Кубку КЕСАФА 2014 дійшов до 1/4 фіналу, де поступився угандійському «Віторія Юніверситі».

## Статистика виступів
| Сезон | Турнір       | Раунд         | Клуб                | Результат |
| ----- | ------------ | ------------- | ------------------- | --------- |
| 2014  | Кубок КЕСАФА | Груповий етап | Академі Тчіте       | 3-2       |
| 2014  | Кубок КЕСАФА | Груповий етап | АФК Леопардс        | 1-2       |
| 2014  | Кубок КЕСАФА | Груповий етап | Етенсель            | 0-0       |
| 2014  | Кубок КЕСАФА | 1/4 фіналу    | Вікторія Юніверситі | 0-1       |